# 辽宁省监察委员会
辽宁省监察委员会，简称辽宁省监委，是中华人民共和国辽宁省的省级地方国家监察机关，与中国共产党辽宁省纪律检查委员会合署办公。

## 历史沿革
1954年，成立辽宁省人民监察委员会。1955年5月，改称辽宁省监察厅。1959年6月撤销建制。1987年恢复。
2018年2月1日，辽宁省监察委员会正式挂牌成立，取代原辽宁省监察厅的职能。

## 组织机构
- 办公厅
- 组织部
- 宣传部
- 研究法规室
- 党风政风监督室
- 信访室
- 案件监督管理室
- 第一至第十四纪检监察室
- 案件审理室
- 纪检监察干部监督室
- 离退休干部室
- 机关党委办公室

## 历任领导
第十三届人大
- 任期：2018年2月5日－
- 主任：廖建宇（2018年1月31日[3]－2021年11月26日） → 刘奇凡（2021年11月26日[4]－2024年1月16日）
- 副主任：韩玉起（－2019年1月5日）、杨锡怀（－2019年1月5日）、邵林、吕宏（2019年1月5日－）、曹远航（2019年1月5日－2022年1月11日）、郝宏军（2020年1月6日－2022年1月11日）、汪诚（2022年1月11日－）、孙建军（2022年1月11日－）
- 委员：王玉珠（－2020年1月6日）、王维东（－2020年1月6日）、崔隆（－2021年9月29日）、杜迎春（－2020年3月30日）、高长生（－2021年11月26日）、蒋丹萍（2020年1月6日－2022年9月21日）、张吉慧（2021年1月25日－）、李巍（2021年1月25日－）、张丽君（2022年4月21日－）、李佳军（2022年4月21日－）、骆峰（2022年4月21日－）